# 돈 그레인저
돈 그레인저(영어: Don Granger)는 미국의 영화 프로듀서이다. 스카이댄스 미디어의 작품들을 제작했으며, 대표작으로 《잭 리처》(2012), 《미션 임파서블: 로그네이션》(2015), 《6 언더그라운드》(2019) 등이 있다.

## 제작 작품 목록
- 애스크 더 더스트(2006)
- 스네이크 온 어 플레인(2006)
- 디 아이(2008)
- 잭 리처(2012)
- 미션 임파서블: 로그네이션(2015)
- 잭 리처: 네버 고 백(2016)
- 제미니 맨(2019)
- 6 언더그라운드(2019)
- 내일의 전쟁(2021)
- 애덤 프로젝트(2022)
- 하트 오브 스톤(2023)
- 미션 임파서블: 데드 레코닝 PART TWO(2024)
- 올드 가드 2(미정)
- 베스트 키드: 아마겟돈(미정)